# Astragalus hareftae
Astragalus hareftae är en ärtväxtart som först beskrevs av Nabelek, och fick sitt nu gällande namn av Sirj. Astragalus hareftae ingår i släktet vedlar, och familjen ärtväxter. Inga underarter finns listade i Catalogue of Life.